# I-Empire
I-Empire es el segundo álbum de estudio de la banda de rock alternativo, Angels & Airwaves. Fue lanzado en simultáneo alrededor del mundo el 1 de noviembre de 2007 en el sitio web de la banda, estando disponible para su descarga. El álbum fue lanzado en formato CD el 5 de noviembre del mismo año en el Reino Unido y el 6 de noviembre en los Estados Unidos y Canadá. También es en este álbum donde debuta el bajista y ex 30 Seconds to Mars, Matt Wachter.

## Producción
Empezaron a trabajar en I-Empire a principios del 2007. Fue el primer álbum grabado en Jupiter Sound (Macbeth's Studio). En una entrevista con Alternative Radio, el 20 de mayo de 2007, la banda declaró que el álbum estaba un 60 a 70% completo y que la grabación terminaría en octubre o noviembre de ese año. Tom DeLonge declaró que el álbum continuaría con la misma esencia del primer álbum, pero diez veces "más allá". "I-Empire seguirá a We Don't Need to Whisper; We Don't Need to Whisper es como el renacer y I-Empire es acerca de lo que viene luego de que renaces". El 30 de mayo de 2007, Tom DeLonge declaró en una entrevista con Kerrang! que el álbum se llamaría oficialmente I-Empire y "¡será tan excitante como lo es el rock n' roll!". El 29 de julio de 2007, en una presentación del Everybody Hurts Tour, tocaron 4 nuevas canciones de I-Empire para sus fanes: "Secret Crowds", "Sirens", "Lifeline", y "Everything's Magic", acompañadas de versiones acústicas de "Everything's Magic", "The Gift", "Good Day", "Do It for Me Now", y "The Adventure". Estas serían puestas en el sitio de la banda en internet, como parte de un primer vistazo del nuevo álbum.

## Retrasos
El álbum fue retrasado varias veces de la fecha que en principio era la del lanzamiento. DeLonge declaró originalmente que el álbum sería presentado el 16 de octubre de 2007. El lanzamiento fue aplazado primero al 23 del mismo mes, luego para el 6 de noviembre. El 24 de octubre, el álbum se filtró en internet, una semana antes del lanzamiento oficial, por lo cual el álbum debió ser lanzado apresuradamente. Finalmente el álbum estuvo disponible oficialmente en su sitio de internet a partir del 1 de noviembre.

## Lista de canciones
1. "Call to Arms"- 5:05
2. "Everything's Magic"- 3:51
3. "Breathe"- 5:33
4. "Love Like Rockets"- 4:52
5. "Sirens"- 4:19
6. "Secret Crowds"- 5:02
7. "Star of Bethlehem"- 2:07
8. "True Love"- 6:08
9. "Lifeline"- 4:15
10. "Jumping Rooftops"- 0:45
11. "Rite of Spring"- 4:22
12. "Heaven"- 6:38

## Bonus tracks
- "It Hurts" (Live from Del Mar) (UK and Indie Exclusive Bonus Track) - 4:21
- "The Adventure" (Live from Del Mar) (Indie Exclusive Bonus Track) - 5:18
- "The Gift" (Acoustic) (iTunes Bonus Track) - 3:48
- "The Adventure" (Acoustic) (Target Bonus Track) - 3:18
- "Good Day" (Acoustic) (Target Bonus Track) - 2:46
- "Everything's Magic" (Acoustic) (Best Buy Bonus Track) - 3:04
- "Do It for Me Now" (Acoustic) (Best Buy Bonus Track) - 3:46

## Personal
| - Tom DeLonge – voz, guitarra - David Kennedy – guitarra - Matt Wachter – bajo - Atom Willard – batería - Drew Struzan – cubierta del álbum - Joshua Ortega – diseño de la cubierta frontal - Brendan Raasch – álbum de diseño design/layout - Miranda penn – Fotos de la banda | - Tom DeLonge – productor - Critter – coproductor, ingeniero, manipulación sonora, percusión, fotos de la banda - Roger Joseph Manning Jr. – teclados - Tom Lord-Alge – mezclador - Brian Gardner – mastering - Doug Reesh – guitarra y bajo técnico administración - Rick DeVoe & Chris Georggin – Gestión - Micth Tenzer & Alice Sydney – legal - Darryl Eaton Mike Dewdney – agentes de reserva |

## Curiosidades
- En el Booklet del álbum, Matt Wachter fue incorrectamente nombrado "Matt Watcher".
- "True Love" y "Star of Bethlehem" fueron originalmente una sola canción.
- Al principio y al final de la canción "Heaven", se pueden escuchar extractos de canciones como "Valkyrie Missile", "The Adventure" y "Start the Machine", de We Don't Need to Whisper.
- La carátula del álbum fue creada por el artista gráfico Drew Struzan, el mismo creador de los gráficos de Star Wars.